# Al-Wahda Aden
Der al-Wahda Sports & Culture Club (arabisch نادي الوحدة الرياضي الثقافي) ist ein jemenitischer Sportklub mit Sitz in der Stadt Aden.

## Geschichte
Der Klub wurde am 17. Juli 1929 durch Fusion der Klubs United Youth, al-Hilal SC und Faiha SC im Sheikh Otman Distrikt der Hafenstadt Aden gegründet. Seine Blütezeit hatte der Klub zu Zeiten des Südjemen, in welcher er in den Saisons 1975/76, 1987/88 und 1988/89 die Meisterschaft holte. Zudem gewann man noch in der Spielzeit 1983/84 das einzige und bislang erste Mal einen nationalen Pokalwettbewerb.
Nach der Wiedervereinigung des Landes, fand man sich auch hier im erstklassigen Spielbetrieb wieder und blieb der Liga auch erst einmal erhalten. Spielte man anfangs noch in der oberen Tabellenhälfte mit, reichte es nach der Spielzeit 1996/97 schon nicht mehr und der Klub stieg mit 19 Punkten als Vorletzter ab. Zur Saison 1998/99 kam man aber direkt wieder und konnte sich im erneut in der oberen Tabellenhälfte einordnen. Diese Bemühung war aber auch nicht Nachhaltig und so ging es nach der Runde 2000/01 als Absteiger auch schon wieder eine Liga tiefer.
Nach mehreren Jahren in der Zweiten Liga, erreichte das Team hier 27 Punkten und durfte so zur Folgesaison endlich wieder aufsteigen. Hier gelang es dann sich auch wieder zu halten und schnell schon wieder oben mitspielen zu können. Wie aber auch schon zuvor, folgte auf den Höhenflug wieder ein Abstieg der nach der Spielzeit 2009/10 anstand. Diesmal gelang aber direkt zur Spielzeit 2011/12 die Rückkehr in die höchste Spielklasse des Landes. Diesmal schaffte man zwar keinen kurzfristigen Höhenflug, jedoch stieg man dennoch mit 26 Punkten am Ende der Saison 2013 wieder einmal ab.
Zur Spielzeit 2014/15 kehrte man dann wieder einmal zurück, hier startete man schon schlecht, durch die Militärintervention wurde die Spielzeit im Januar 2015 aber sowieso abgebrochen. Danach gab es für das Team erst einmal keinen regulären Spielbetrieb. Man spielte aber in ein paar kleineren Turnieren, mit einigem Erfolge mit. Zur Saison 2019/20 fand dann erstmals wieder ein landesweites Turnier statt, wo al-Wahda in seiner Gruppe auch die Playoffs erreichte. Dort erreichte man sogar das Finalspiel, unterlag aber dort dann mit 3:2 al-Shaab Hadramaut im Elfmeterschießen. In der Spielzeit 2021 spielten alle Teams aus der Saison 2014/15, womit auch al-Wahda einen Startplatz hatte. Nach zwei Spieltagen wurden aber alle Teams aus Aden ausgeschlossen weil sie nicht zu den Partien erschienen sind, inklusive al-Wahda.

## Erfolge
- Yemeni League (Südjemen): 1975/76, 1987/88, 1988/89
- President Cup: 2017
- Ali Muhsin al-Murisi Cup: 1996, 2000, 2009, 2011, 2016, 2018, 2022